# WEEE

Znak przekreślonego kosza – symbol dyrektywy ZSEE

WEEE, właśc. dyrektywa Parlamentu Europejskiego i Rady 2012/19/UE z dnia  4 lipca 2012 r. w sprawie zużytego sprzętu elektrycznego i elektronicznego (WEEE) (ang. Waste of Electrical and Electronic Equipment, pol. zużyty sprzęt elektryczny i elektroniczny – utylizacja odpadów elektrycznych i elektronicznych) – dyrektywa Unii Europejskiej. 

## Opis
Dyrektywa WEEE 2002/96/WE (dyrektywa 2002/96/WE Parlamentu Europejskiego i Rady z dnia 27 stycznia 2003 r. w sprawie zużytego sprzętu elektrotechnicznego i elektronicznego) została przyjęta przez UE w styczniu 2003. Jej celem jest zminimalizowanie negatywnego wpływu odpadów elektronicznych na środowisko. Czyni ona producentów, dostawców i importerów odpowiedzialnymi za zbiór, ponowne użycie, recykling i odzyskiwanie odpadów elektronicznych. Odpady podzielone są na kilka kategorii i dla każdej z nich są ustalone różne zasady recyklingu.
Od 14 sierpnia 2012 r. obowiązuje tzw. dyrektywa WEEE 2. Zastąpiła ona dotychczasową dyrektywę WEEE i wprowadziła wiele istotnych zmian, m.in. nowe poziomy minimalnej zbiórki elektroodpadów od 2016 (40% masy sprzętu wprowadzonego na rynek w trzech poprzednich latach, POM) oraz od 2021 (65% POM). Państwa członkowskie alternatywnie mogą wyznaczać poziomy zbiórki nie w oparciu o masę sprzedanego sprzętu, ale także na podstawie tzw. pojawiającego się zużytego sprzętu, czyli szacunkowej masy rzeczywiście wytworzonych elektroodpadów. Od roku 2018 obowiązują nowe grupy produktowe 6 w miejsce obecnych 10. Transpozycja nowych przepisów powinna odbyć się najpóźniej do 14 lutego 2014 roku.

## Produkty podlegające pod dyrektywę WEEE
1. Duże urządzenia gospodarstw domowych
2. Małe urządzenia gospodarstw domowych
3. Wyposażenie IT i telekomunikacyjne
4. Urządzenia konsumenckie
5. Urządzenia oświetleniowe.
6. Narzędzia elektryczne i elektroniczne (z wyjątkiem dużych, stacjonarnych narzędzi przemysłowych)
7. Zabawki i wyposażenie sportowe
8. Urządzenia medyczne (z wyjątkiem wszczepionych i zakażonych produktów)
9. Urządzenia monitorujące i kontrolujące
10. Automaty

## Zakres stosowania dyrektywy WEEE
Normy dyrektywy muszą spełniać firmy lub osoby prywatne, które: 
- produkują lub sprzedają elektroniczne lub elektryczne urządzenia pod swoją marką,
- odsprzedają urządzenia wyprodukowane przez inną osobę pod swoją marką,
- importują lub eksportują elektryczne lub elektroniczne urządzenia do państw członkowskich UE.